# 乐平站
乐平站位于中华人民共和国安徽省合肥市肥西县青龙潭路与云霄路交叉口地下，是合肥轨道交通3号线的地铁车站。车站于2023年年底启用。

## 车站楼层
| B1 | 站厅                             | 出入口、票务服务、自动售票机、人工服务台 |  |
| B2 |                                  | █ 3号线列车往馆驿方向 （省儿童医院新区） |  |
| B2 | 岛式站台                         |                                          |  |
| B2 | █ 3号线列车往相城路方向 （芮祠） |                                          |  |

## 出入口
| 编号                | 位置           | 周边主要信息   |
| ------------------- | -------------- | -------------- |
| A · 出口            | 雲霄路（北）   | 建设用地，暂无 |
| B · 出口 · （设有） | 青龍潭路（东） | 建设用地，暂无 |
| [ 3 ]               | 青龍潭路（西） | 建设用地，暂无 |

## 车站结构
乐平站沿青龙潭路南北向布置。车站为地下二层岛式车站，车站全长202米。